# Spargo
Spargo war eine niederländische Pop-Gruppe, deren bekanntester Titel die 1980er Single You and Me ist.

## Bandgeschichte
Die Band wurde 1975 in Amsterdam gegründet. Mitglieder der ersten Stunde waren Ruud Mulder, Ellert Driessen, Jef Nassenstein und Leander Lammertink. 1979 stieß die US-amerikanische Sängerin Lilian Day Jackson dazu. Kurze Zeit später gelang der Durchbruch. Zwischen 1980 und 1984 stiegen diverse Singles in die Hitparaden, z. B. You and Me und Hip Hap Hop in die deutschen Top 20 oder Just for You in die Top 10 der Schweiz. Auch Head Up to the Sky, One Night Affair und So Funny fanden internationale Beachtung. Am erfolgreichsten war Spargo in der niederländischen Heimat, wo sie neben dem dortigen Nummer-eins-Hit You and Me zehn weitere Titel Chartplatzierungen erreichten.

## Mitglieder
- Jef Nassenstein – Bass, Gesang
- Ruud Mulder – Gitarre, Gesang
- Ellert Driessen – Lead-Gesang, Keyboard
- Leander Lammertink – Schlagzeug
- Lilian Day Jackson, Lead-Gesang, Perkussion – ab 1979

## Diskografie

### Alben
- 1980: Good Time Spirit
- 1981: Go
- 1982: Hold On
- 1984: Step by Step

### Kompilationen
- 1982: The Best Of
- 1983: Greatest Hits
- 1990: Best of Spargo
- 1997: Indestructible – The Singles Collection
- ????: Inner Circle Meets Spargo (mit Inner Circle)

### Singles
- 1980: You and Me
- 1980: Head Up to the Sky
- 1980: Sometimes
- 1981: One Night Affair
- 1981: Just for You
- 1982: Hip Hap Hop
- 1982: So Funny
- 1982: Goodbye
- 1983: Do You Like Me
- 1983: Groovy People
- 1983: Love and True Love
- 1984: Lady
- 1984: I’m in Love
- 1997: Indestructible